# Catapoecilma sedina
Catapoecilma sedina är en fjärilsart som beskrevs av Hans Fruhstorfer 1915. Catapoecilma sedina ingår i släktet Catapoecilma och familjen juvelvingar. Inga underarter finns listade i Catalogue of Life.